# سایاکا یاماموتو
سایاکا یاماموتو (山本 彩 Yamamoto Sayaka, زادهٔ ۱۴ ژوئیهٔ ۱۹۹۳) خواننده و ترانه‌سرای ژاپنی است که بیشتر به خاطر فعالیت به عنوان عضو سابق گروه دختران NMB48 شناخته می‌شود، جایی که به عنوان رهبر گروه و به عنوان کاپیتان تیم N. فعالیت می‌کرد. همچنین عضو سابق تیم K ای‌کی‌بی ۴۸ است.